# Los cuatro grandes del thrash metal
Los Cuatro grandes del thrash metal (o The Big Four of Thrash Metal, en inglés) es la denominación que se le dio a mediados de los '80 a las cuatro bandas consideradas como "las más importantes e influyentes" del thrash metal estadounidense: Metallica, Megadeth, Slayer y Anthrax.

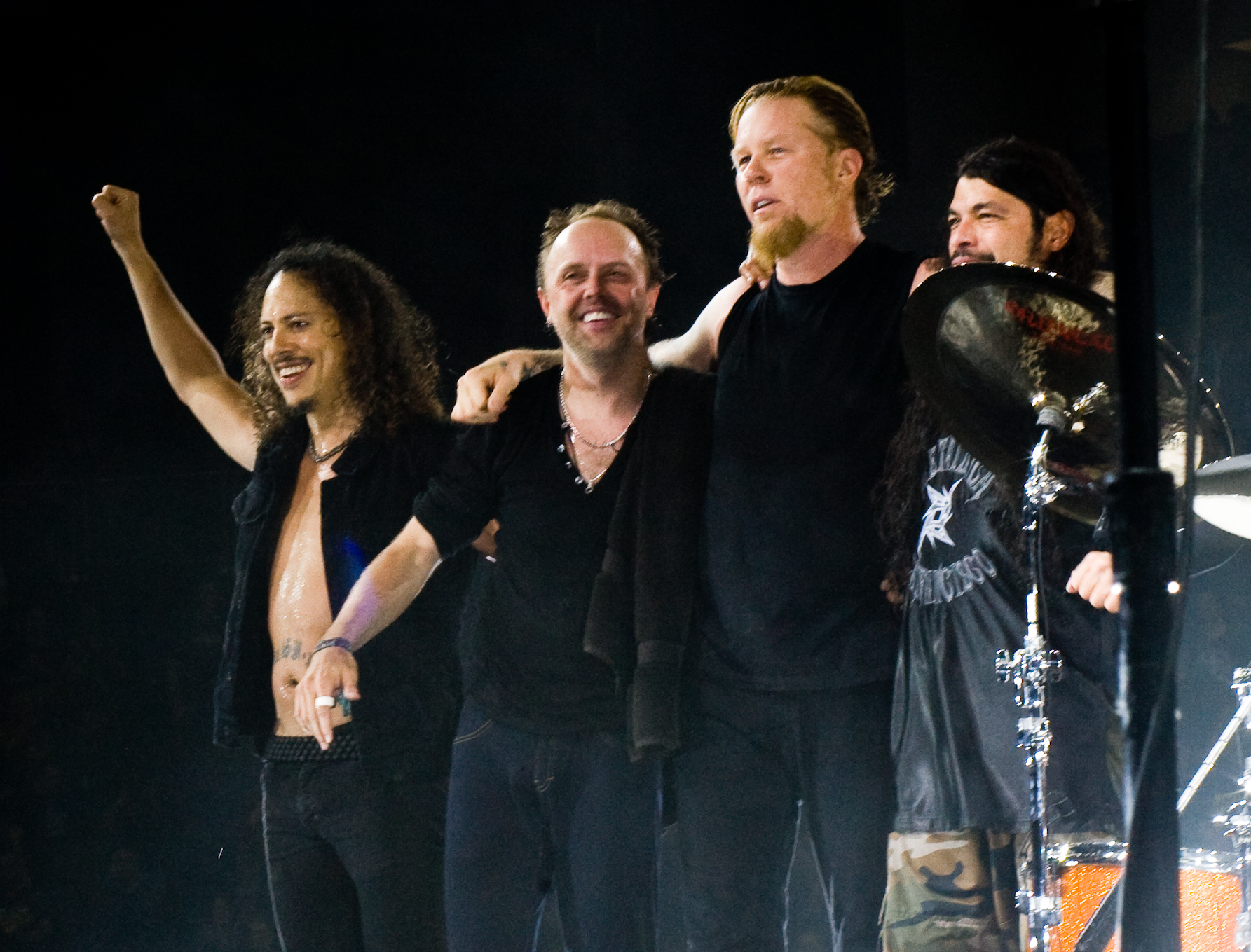
Metallica
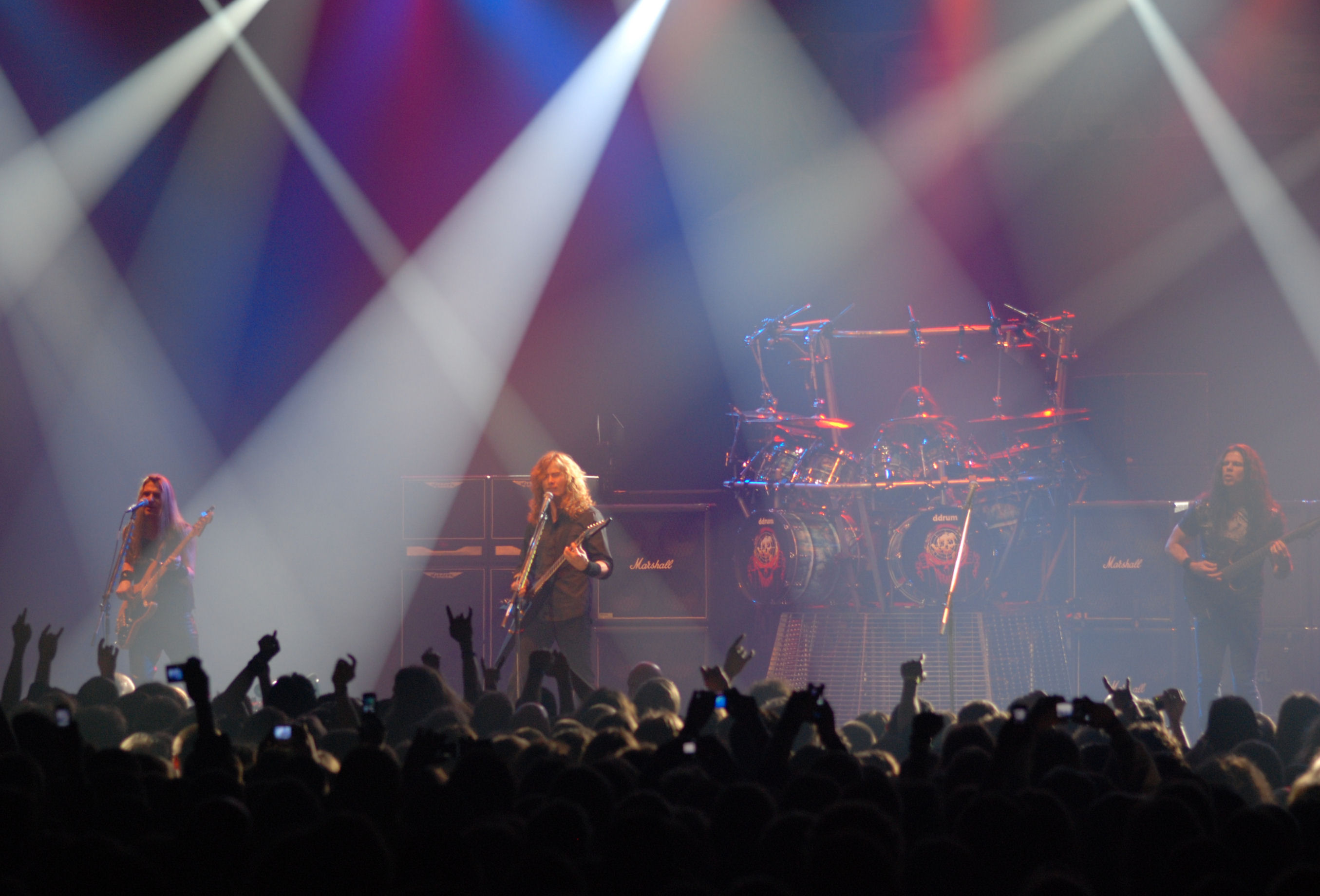
Megadeth
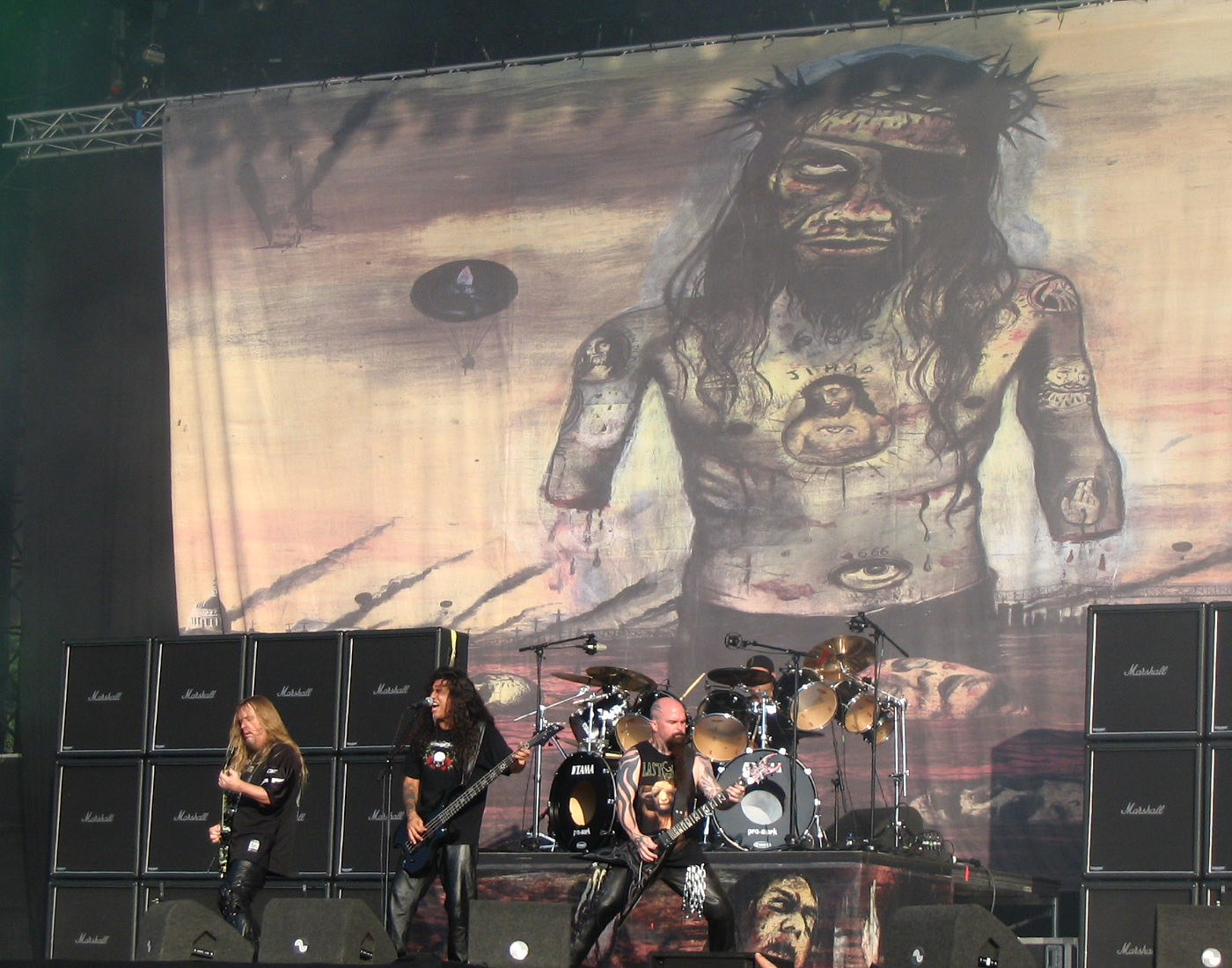
Slayer
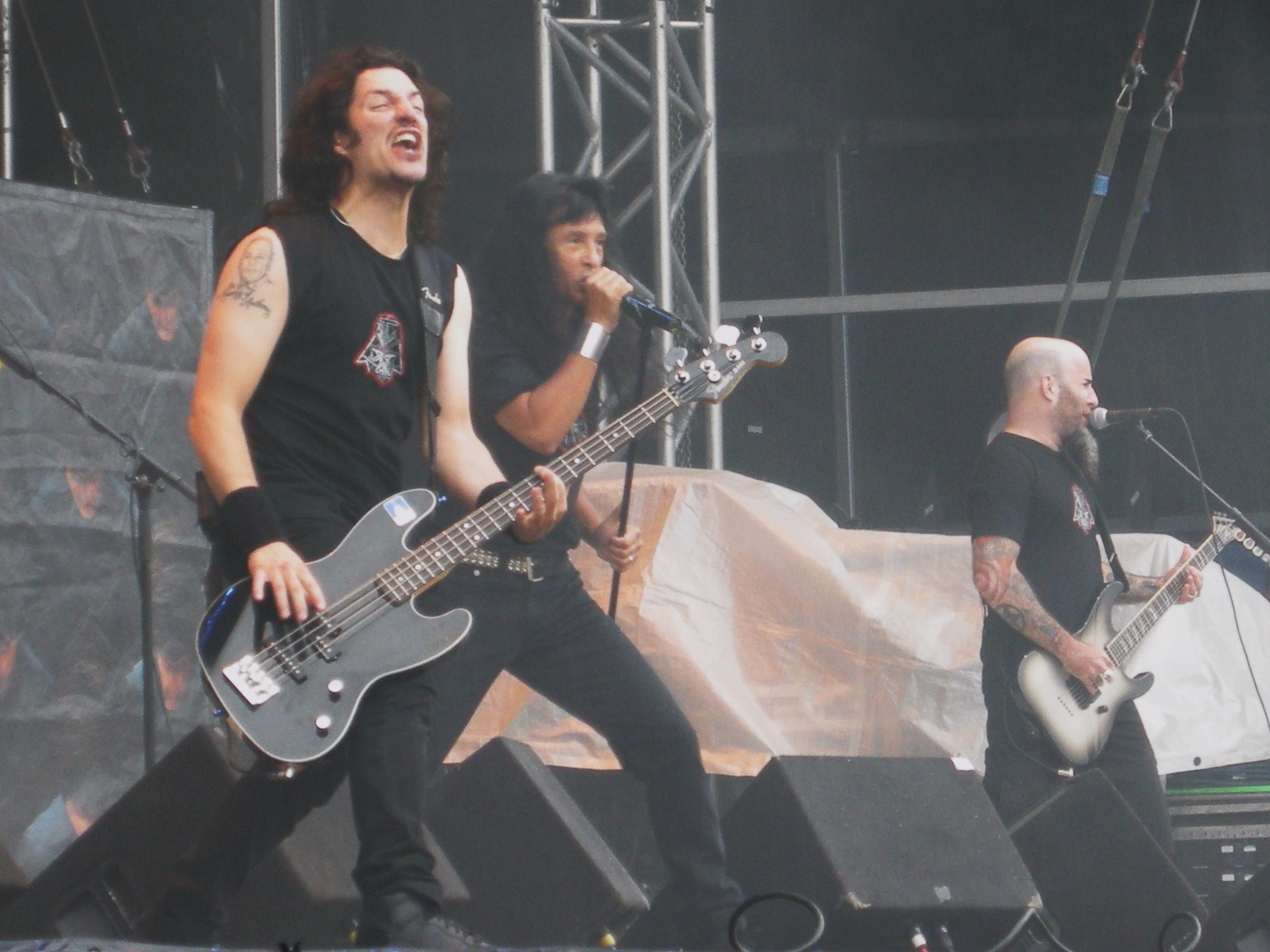
Anthrax

## The Big Four: Live from Sofia, Bulgaria
The Big Four: Live from Sofia, Bulgaria es un DVD/Blu-Ray con las grabaciones en vivo de las cuatro bandas tocando en el Sonisphere Festival el 22 de junio de 2010 en el Estadio Nacional Vasil Levski de Sofia, Bulgaria, y lanzado el 29 de octubre del mismo año. El DVD/Blu-ray trae 2 Discos, el primero es la actuación de Anthrax, Megadeth y Slayer, mientras que el segundo disco contiene la actuación de Metallica más un pequeño documental que graba a los miembros de la banda en los camerinos.

### Anthrax
DVD 1/CD 1

| N.º | Título                      | Escritor(es)                                                                                   | Duración |  |
| 1.  | «Caught in a Mosh»          | Joey Belladonna, Frank Bello, Charlie Benante, Scott Ian, Dan Spitz                            | 6:04     |  |
| 2.  | «Got the Time»              | Joe Jackson                                                                                    | 3:42     |  |
| 3.  | «Madhouse»                  | Belladonna, Bello, Benante, Ian, Spitz                                                         | 4:24     |  |
| 4.  | «Be All, End All»           | Belladonna, Bello, Benante, Ian, Spitz                                                         | 8:00     |  |
| 5.  | «Antisocial»                | Bernie Bonvoisin, Norbert Krief                                                                | 6:37     |  |
| 6.  | «Indians"/"Heaven and Hell» | Belladonna, Bello, Benante, Ian, Spitz/ Ronnie James Dio, Tony Iommi, Bill Ward, Geezer Butler | 10:10    |  |
| 7.  | «Medusa»                    | Belladonna, Bello, Benante, Ian, Spitz, Jon Zazula                                             | 5:53     |  |
| 8.  | «Only»                      | Bello, Benante, John Bush, Ian, Spitz                                                          | 6:46     |  |
| 9.  | «Metal Thrashing Mad»       | Benante, Ian, Dan Lilker, Spitz, Neil Turbin                                                   | 3:27     |  |
| 10. | «I Am the Law»              | Belladonna, Bello, Benante, Ian, Lilker, Spitz                                                 | 8:14     |  |

### Megadeth
DVD 1/CD 2

| N.º | Título                            | Escritor(es)                                        | Duración |  |
| 1.  | «Holy Wars... The Punishment Due» | Dave Mustaine                                       | 6:33     |  |
| 2.  | «Hangar 18»                       | Dave Mustaine                                       | 5:04     |  |
| 3.  | «Wake Up Dead»                    | Dave Mustaine                                       | 3:44     |  |
| 4.  | «Head Crusher»                    | Dave Mustaine, Shawn Drover                         | 3:18     |  |
| 5.  | «In My Darkest Hour»              | Dave Mustaine, David Ellefson                       | 5:26     |  |
| 6.  | «Skin o' My Teeth»                | Dave Mustaine                                       | 3:14     |  |
| 7.  | «À Tout le Monde»                 | Dave Mustaine, Ellefson, Nick Menza, Marty Friedman | 4:28     |  |
| 8.  | «Hook in Mouth»                   | Dave Mustaine, Ellefson                             | 4:39     |  |
| 9.  | «Trust»                           | Dave Mustaine, Friedman                             | 5:04     |  |
| 10. | «Sweating Bullets»                | Dave Mustaine                                       | 4:50     |  |
| 11. | «Symphony of Destruction»         | Dave Mustaine                                       | 4:15     |  |
| 12. | «Peace Sells"/"Holy Wars Reprise» | Dave Mustaine                                       | 10:22    |  |

### Slayer
DVD 1/CD 3

| N.º | Título                 | Escritor(es)             | Duración |  |
| 1.  | «World Painted Blood»  | Jeff Hanneman, Tom Araya | 6:26     |  |
| 2.  | «Jihad»                | Hanneman, Araya          | 4:31     |  |
| 3.  | «War Ensemble»         | Hanneman, Araya          | 5:09     |  |
| 4.  | «Hate Worldwide»       | Kerry King               | 3:11     |  |
| 5.  | «Seasons in the Abyss» | Hanneman, Araya          | 6:24     |  |
| 6.  | «Angel of Death»       | Hanneman                 | 5:34     |  |
| 7.  | «Beauty Through Order» | Hanneman, Araya          | 5:11     |  |
| 8.  | «Disciple»             | Hanneman, King           | 5:07     |  |
| 9.  | «Mandatory Suicide»    | Hanneman, Araya          | 4:14     |  |
| 10. | «Chemical Warfare»     | Hanneman, King           | 5:50     |  |
| 11. | «South of Heaven»      | Hanneman, Araya          | 4:30     |  |
| 12. | «Raining Blood»        | Hanneman, King           | 5:30     |  |

### Metallica
DVD 2/CD 4 & 5

| N.º | Título                                                    | Escritor(es)                                            | Duración |  |
| 1.  | «Creeping Death»                                          | James Hetfield, Lars Ulrich, Cliff Burton, Kirk Hammett | 8:11     |  |
| 2.  | «For Whom the Bell Tolls»                                 | Hetfield, Ulrich, Burton                                | 4:29     |  |
| 3.  | «Fuel»                                                    | Hetfield, Ulrich, Hammett                               | 4:15     |  |
| 4.  | «Harvester of Sorrow»                                     | Hetfield, Ulrich                                        | 6:18     |  |
| 5.  | «Fade to Black»                                           | Hetfield, Ulrich, Burton, Hammett                       | 7:31     |  |
| 6.  | «That Was Just Your Life»                                 | Hetfield, Ulrich, Hammett, Robert Trujillo              | 6:53     |  |
| 7.  | «Cyanide»                                                 | Hetfield, Ulrich, Hammett, Trujillo                     | 7:16     |  |
| 8.  | «Sad but True»                                            | Hetfield, Ulrich                                        | 6:33     |  |
| 9.  | «Welcome Home (Sanitarium)»                               | Hetfield, Ulrich, Hammett                               | 6:14     |  |
| 10. | «All Nightmare Long»                                      | Hetfield, Ulrich, Hammett, Trujillo                     | 7:50     |  |
| 11. | «One»                                                     | Hetfield, Ulrich                                        | 8:34     |  |
| 12. | «Master of Puppets»                                       | Hetfield, Ulrich, Burton, Hammett                       | 8:06     |  |
| 13. | «Blackened»                                               | Hetfield, Ulrich, Jason Newsted                         | 7:58     |  |
| 14. | «Nothing Else Matters»                                    | Hetfield, Ulrich                                        | 5:56     |  |
| 15. | «Enter Sandman»                                           | Hetfield, Ulrich, Hammett                               | 11:08    |  |
| 16. | «Am I Evil?» (con miembros de Megadeth, Slayer y Anthrax) | Sean Harris, Brian Tatler                               | 6:05     |  |
| 17. | «Hit the Lights»                                          | Hetfield, Ulrich, Mustaine                              | 5:25     |  |
| 18. | «Seek and Destroy»                                        | Hetfield, Ulrich                                        | 12:40    |  |

### Curiosidades
- Durante la gira, las 4 bandas se juntaban para hacer covers de varias canciones (solo una canción por actuación) durante la presentación de Metallica, en Bulgaria tocaron la ya muy conocida ¨Am I Evil¨ de la banda Diamond Head, en Nueva York tocaron el tema ¨Overkill¨ de la legendaria banda Motorhead. En otras actuaciones, también tocaron ¨Die, Die My Darling¨.

- A pesar de que era la gira ¨The Big Four¨, Slayer no tocó con las otras 3 bandas durante la canción ¨Am I Evil¨, excepto Dave Lombardo.

- Antes de los conciertos, el bajista y baterista de Megadeth hicieron una apuesta, el baterista apostó que iba a llover durante la actuación de Megadeth, mientras que el bajista apostaba a que le llovería a Slayer, haciendo bromas de su canción llamada ¨Raining Blood¨ (Lloviendo Sangre). Resultó que al final le llovió a Megadeth.